# Donovin Darius
Donovin Lee Darius (Camden, 12 agosto 1975) è un ex giocatore di football americano statunitense che ha militato nel ruolo di safety nella National Football League (NFL).

## Biografia
Dopo avere giocato al college alla Syracuse University, Darius fu scelto come 25º assoluto nel Draft NFL 1998 dai Jacksonville Jaguars. Nella sua prima stagione guidò i defensive back dei Jaguars con 108 tackle in 14 partite, venendo inserito nella formazione ideale dei rookie. L'anno successivo passò al ruolo di strong safety.
Nel 2004, Darius guidò la propria linea secondaria in tackle per il settimo anno consecutivo e terminò con i propri primati personali in intercetti e fumble forzati. L'anno successivo, un infortunio pose fine alla sua striscia di 37 consecutive come titolare, costringendolo a chiudere in anticipo la stagione. Lo stesso avvenne nella stagione seguente, quando si ruppe una gamba nella gara del 20 novembre contro i New York Giants. Fu svincolato il 14 dicembre 2006 quando era il giocatore da più tempo con la squadra dopo il running back Fred Taylor. Dopo avere passato la pre-stagione 2007 con gli Oakland Raiders, disputò gli ultimi due mesi di carriera con i Miami Dolphins, venendo svincolato ad ottobre.

## Palmarès
- PFWA All-Rookie Team - 1998

## Statistiche
| Tackle     | 626 |
| Sack       | 2,0 |
| Intercetti | 14  |